# Данилов Федір Іванович (архітектор)
Федір Іванович Дани́лов (нар. 1810, Орловська губернія — пом. 21 листопада 1885, Харків) — український архітектор, представник історизму.

## Біографія
Народився у 1810 році в Орловській губернії Російської імперії в сім'ї чиновника міста Орла, де закінчив чоловічу гімназію. Навчався у Петербурзькій академії мистецтв, після закінчення якої отримав диплом архітектора.
Протягом 1836—1839 років служив Орловським губернським архітектором. У 1840—1850-х роках працював у Харківській губернії. З 3 січня 1867 року і до смерті у 1885 році працював Харківським єпархіальним архітектором. Помер у Харкові 9 [21] листопада 1885 року. Похований у Харкові на Івано-Усікновенському кладовищі.

## Роботи
У 1840-х роках ним було спроектовано п'ять храмів у Харківській губернії:
- Покровська церква у слободі Липцях Харківського повіту;
- Архангело-Михайлівська церква у слободі Кириківцях Охтирського повіту;
- Всесвятська церква у слободі Котельві Охтирського повіту;
- Покровська церква у слободі Малій Писарівці Богодухівського повіту;
- Тихонівська церква у селі Сидоренковому Валківського повіту[1].

На посаді єпархіального архітектора:
- Свято-Петро-Павлівський храм в селі Петропавлівці (1876);
- Пантелеймонівська церква в Харкові на вулиці Клочковській, № 94 (1885, реконструкція Михайла Ловцова у 1898 році).